# Alessandrino

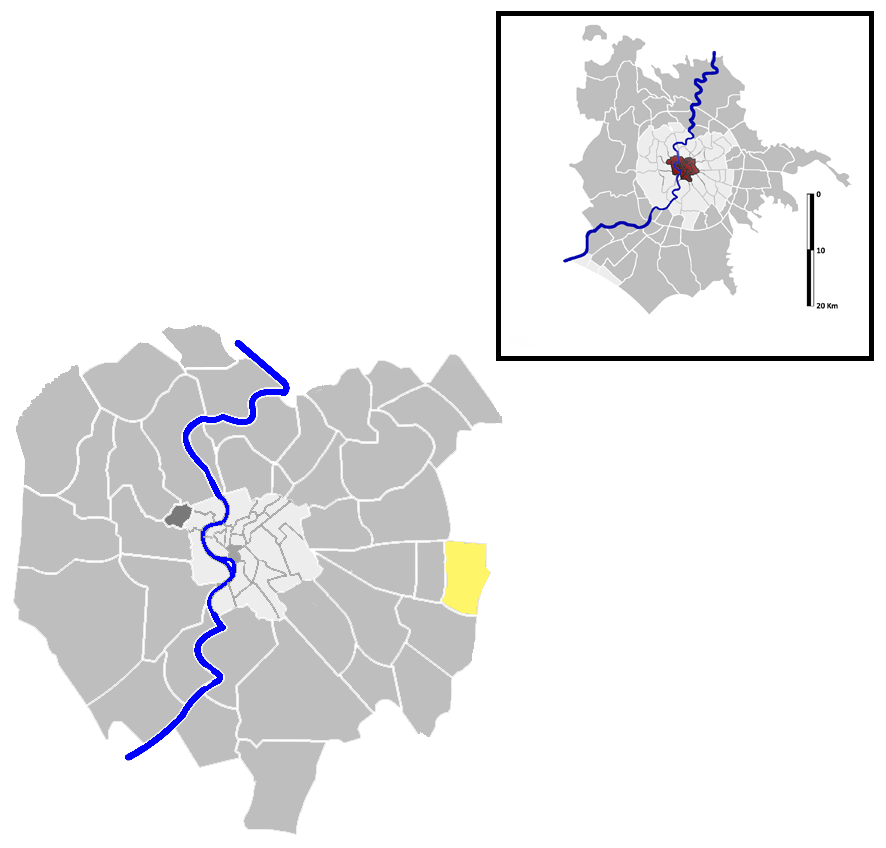
Localisation d'Alessandrino sur la carte administrative de Rome.

Alessandrino est un quartiere (quartier) situé à l'est de Rome en Italie qui prend son nom de l'aqueduc de l'Aqua Alexandrina réalisé par l'empereur Sévère Alexandre au IIIe siècle. Il est désigné dans la nomenclature administrative par Q.XXIII et fait partie du Municipio V. Sa population est de 39 633 habitants répartis sur une superficie de 3,713 7 km2.

## Géographie
Il est composé de trois zones urbaines distinctes : Alessandrina, Quarticciolo (la partie nord d'Alessandrina) et Tor Tre Teste.

## Lieux particuliers
- Aqueduc de l'Aqua Alexandrina
- Parc Giovanni Palatucci
- Église Ascensione di Nostro Signore Gesù Cristo
- Église San Giustino
- Église San Francesco di Sales alla Borgata Alessandrina
- Église San Tommaso d'Aquino
- Église Dio Padre Misericordioso